# Чалий Олексій Михайлович
Олексі́й Миха́йлович Ча́лий (рос. Алексей Михайлович Чалый, 13 червня 1961, Севастополь, Українська РСР) — український та російський політичний діяч та підприємець, український колаборант з Росією. 2014 року — самопроголошений мер тимчасово окупованого Росією Севастополя. Після початку тимчасової анексії — депутат окупаційних «законодавчих зборів Севастополя» з 15 вересня 2014 до вересня 2019.
Далі «голова» Законодавчих зборів Севастополя (22 вересня 2014 — 22 березня 2016 року).. Виконувач обов'язків «губернатора» Севастополя (1 — 14 квітня 2014 року). Голова Координаційної ради з організації управління по забезпеченню життєдіяльності Севастополя (23 лютого — 1 квітня 2014 року). Доктор технічних наук (1997).

## Життєпис
Народився 13 червня 1961 року в Москві в родині студентів Московського енергетичного інституту. Батько — Михайло Васильович Чалий, українець за походженням, згодом учений-електротехнік, конструктор електроприладів, автор низки винаходів; мати — Алевтина Тихонівна Чала, згодом кандидат технічних наук, доцент кафедри технічної кібернетики Севастопольського приладобудівного інституту, засновник і перший директор Севастопольської школи «Таврида». Брат Михайло (1963 р.н.) — капітан 2-го рангу запасу, заступник генерального директора ЗАТ «ГК „Таврида-Електрик“», депутат окупаційної влади Законодавчих зборів Севастополя.

## Політична діяльність

Країни, в яких Олексій Чалий потрапив під санкції

23 лютого 2014 на «народному» зібранні був названий мером Севастополя.
24 лютого 2014 сесія Севастопольської міськради затвердила його головою виконавчого комітету міста.
Підписав так званий «Договір про прийняття Криму до складу Росії». Після того, як 14 вересня 2014 у Криму пройшли вибори в Державну раду і місцеві органи влади, Чалого було обрано головою Законодавчих зборів Севастополя.
29 грудня 2015 року подав у відставку з посади голови «законодавчих зборів» Севастополя. У прес-службі Чалого пояснили відставку тим, що за півтора року законодавча і виконавча влада міста не наблизилися до реалізації концепції розвитку міста, яку підтримало населення.

### Діяльність
23 лютого 2014 року в Севастополі пройшов мітинг «проти фашизму», де не було жодного українського прапора — тільки російські триколори, Андріївські знамена, символіка КПУ і один Прапор Білорусі. Мітингувальники тримали лозунги «Путін — наш президент», «Росія, нас покинули, візьми нас назад».
Відмовився визнавати нову владу у Києві. Провів курс на підтримку окупації Севастополя і Криму Росією.
У травні 2015 року між «народним мером» Севастополя та путінським байкером Залдостановим («Хірург») стався конфлікт через намір передачі «Нічним вовкам» у майже безплатну оренду земельної ділянки в Криму. Також протягом свого головування у місті Чалий мав конфлікти з офіційним Сімферополем через бюджетні кошти та напружені відносини з різними бізнес-структурами.[джерело?] Крім того, з моменту анексії Криму тривав конфлікт між ним як головою Законодавчих зборів Севастополя та губернатором Севастополя Сергієм Меняйлом, наступником Чалого на цій посаді. Законодавчий орган на чолі з Чалим приписував Меняйлу «розграбування Севастополя». Меняйло називав претензії Чалого суб'єктивними.
Унаслідок енергоблокади Криму Чалий вирішив перевезти свої підприємства (а він є власником групи компаній «Таврида Електрик») з анексованого півострова на територію материкової України.

## Санкції
16 березня 2021 року потрапив до санкційного списку Євросоюзу за "активну підтримку сепаратистських дій і політики".
Також входить до канадського санкційного списку. Естонія заморозила на своїй території операції компанії "Таврида Електрик", хоча Чалий, розпочавши політичну діяльність, позбувся акцій усіх своїх компаній.
Спочатку санкції не сильно позначилися на групі, оскільки управлінням зарубіжним бізнесом "Тавриди" займається здебільшого її "дочка" у Швейцарії. Однак, незважаючи на те, що Чалому в холдингу тепер нічого не належить, на його колишні фірми чинять тиск, а в ЗМІ ширяться чутки про їхню афільованість із бізнесменом.
Також перебуває в санкційних списках США, Великої Британії, Австралії, Японії, України та Швейцарії.